# オルトエステル

オルトエステルの一般構造式

オルトエステル (orthoester) とは、同一の炭素の上に3個のアルコキシ基を持つ有機化合物の一群のこと。一般式は R'C(OR)3 と表される。形式的には、カルボン酸が水和して生じる不安定な化学種のオルト酸 (R'C(OH)3) がアルキル化 (3OH → 3OR) された化合物にあたる。オルトエステルは有機合成においてカルボン酸エステルの等価体として取り扱われる。

## 合成
オルトエステルはニトリルを酸触媒のもとにアルコールで加溶媒分解すると得られる。ニトリルの酸分解はピナー反応と呼ばれる。
{\displaystyle {\ce {{R'CN}+ 3 ROH -> {R'C(OR)3}+ NH3}}}

## 反応
オルトエステルは弱い酸性の水溶液中で容易に加水分解を受けエステルに変わる。
{\displaystyle {\ce {{R'C(OR)3}+ H2O -> {R'CO2R}+ 2 ROH}}}
たとえば、オルトギ酸メチル (HC(OCH3)3) はギ酸メチルと2分子のメタノールに分解される。さらに塩基性の条件で処理すると、加水分解を受けギ酸の塩ともう一分子のメタノールに変わる。酸による加水分解の機構を下式に示す。